# Nezam-e Jadid

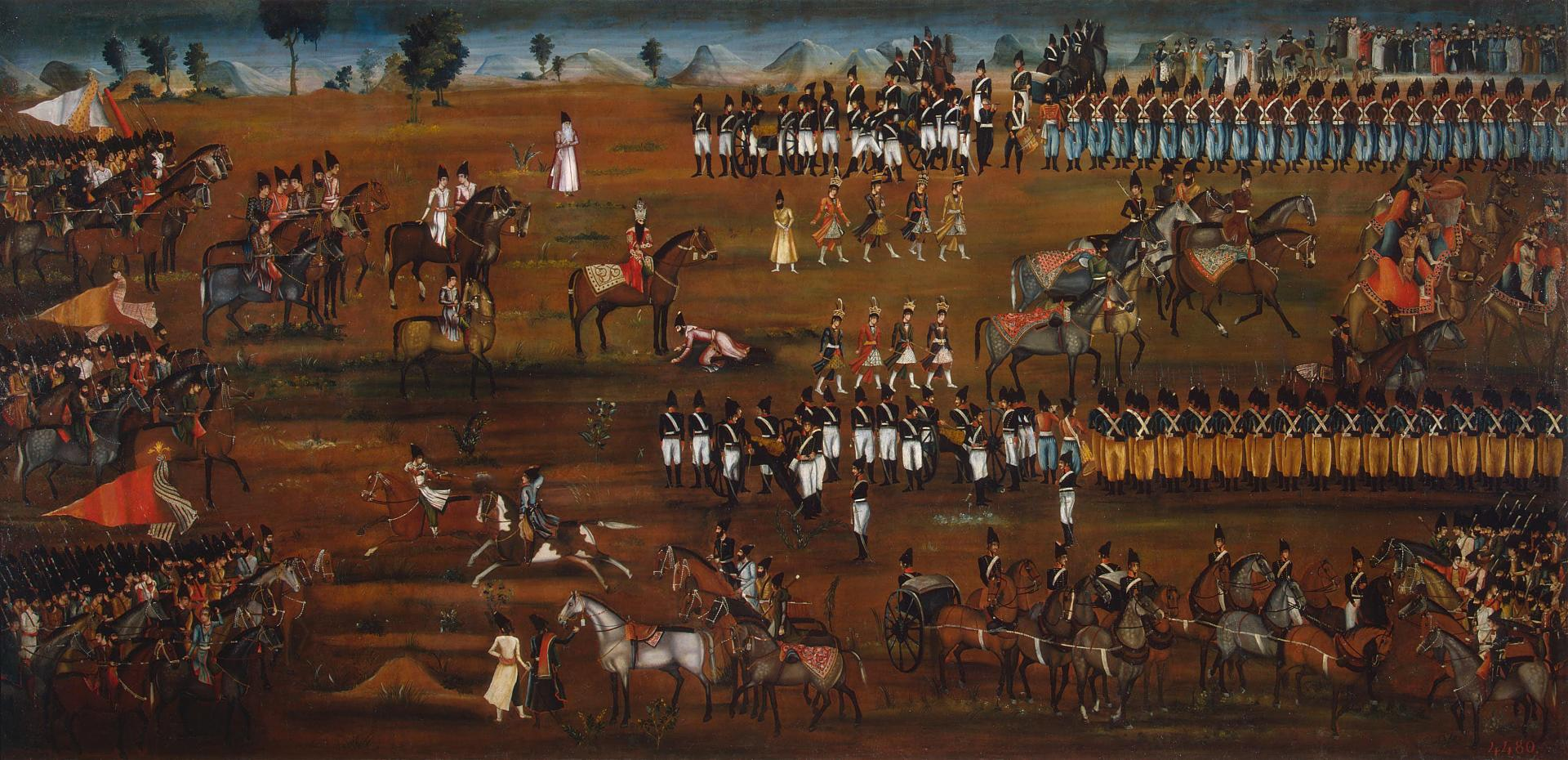
Dipinto a olio che illustra una rassegna militare con Fath Ali Shah e Abbas Mirza, datato 1815/1816

Il Nezam-e Jadid (“Il nuovo ordine [militare]”) fu un progetto avviato da Abbas Mirza, principe ereditario della dinastia Qajar, per organizzare un moderno esercito persiano. Il nome del progetto e le riforme militari in esso contenute assomigliavano a quelle dell'ottomano Nizam-ı Jedid, avviato dal sultano Selim III.
Inizialmente Abbas Mirza impiegò prigionieri di guerra e disertori russi, ai quali veniva chiesto di fornire istruzioni pratiche. Il più noto rappresentante di queste truppe russe fu Samson Jakovlevič Makincev, un comandante dell'esercito di Abbas Mirza che raggiunse il grado di generale. Questo tipo di reclutamento si sviluppò ulteriormente quando truppe inaffidabili, che avevano combattuto in Francia, furono inviate sul fronte caucasico durante la guerra della Sesta Coalizione. Nel 1819 un reggimento di 800 uomini era composto interamente da disertori russi. Istruttori francesi iniziarono a lavorare a Tabriz nel 1807, ma, dopo la rottura dei legami tra Persia e Francia, la maggior parte degli istruttori fu costituita da ufficiali britannici. Le riforme previste dal Nezam-e Jadid introdussero nuove idee e procedure amministrative. Le truppe iniziarono a indossare uniformi, prima di colore simile al verde dell'esercito russo e poi al blu di quello francese. Inizialmente i rappresentanti del clero tradizionalista si opposero all'utilizzo delle nuove uniformi, diverse dal tipico abbigliamento islamico, ma i dirigenti dello Stato riuscirono a convincerli che ciò era necessario per la difesa dei territori musulmani. Ai soldati fu dato il titolo di sarbaz (“colui che è disposto a sacrificare la propria testa”), ancora oggi in uso nell'esercito iraniano.
I fratelli di Abbas Mirza, in particolare Mohammad Ali Mirza Dowlatshah, e i membri conservatori della corte criticarono il principe ereditario e Mirza Bozorg Qa'em-Maqam, il principale sostenitore del Nezam-e Jadid, per le loro idee di riforma militare basate su un modello europeo. A Mirza Bozorg fu persino rivolta l'accusa di professare il cristianesimo.